# Tunggaljaya
Tunggaljaya is een bestuurslaag in het regentschap Pandeglang van de provincie Banten, Indonesië. Tunggaljaya telt 3022 inwoners (volkstelling 2010).